# Puertoricoskogssångare
Puertoricoskogssångare (Setophaga adelaidae) är en fågel i familjen skogssångare inom ordningen tättingar.

## Utbredning och systematik
Fågeln förekommer på Puerto Rico och Vieques Island. Den behandlas som monotypisk, det vill säga att den inte delas in i några underarter.

### Släktestillhörighet
Tidigare placerades den tillsammans med ett stort antal andra arter i släktet Dendroica. DNA-studier visar dock att rödstjärtad skogssångare (Setophaga ruticilla) är en del av denna grupp. Eftersom Setophaga har prioritet före Dendroica inkluderas numera alla Dendroica-arter i Setophaga.

## Status
Arten har ett begränsat område, men beståndet anses vara stabilt. IUCN kategoriserar arten som livskraftig.